# 張芳慈
張芳慈（1964年5月13日），台中東勢人，台灣客家女詩人，新竹教育大學美勞教育系碩士，曾獲吳濁流文學獎新詩獎、竹塹文學獎散文獎、陳秀喜詩獎，現參與笠詩社及女鯨詩社，並和賴玉枝、張典婉等多位客家女性成立「臺灣客家女性創作聯誼會」。著有客語詩集《天光日》。
張芳慈創作文類以新詩為主，內容有人文與土地的關懷，在《2007臺灣作家作品目錄》中稱張芳慈為「晚近客家詩人的代表」。
張芳慈首本《越軌》詩集〈與詩相戀〉中，以「愛詩、讀詩、寫詩」三種詩活動強調自己對詩的喜愛、思考和創作。

## 早年生活
張芳慈出生於台中縣東勢鎮，的父親是國中歷史老師，母親是家庭主婦，成長於中部山區，童年有多次搬家的經驗。就讀小學期間，母親從事家庭代工，縫手套、串燈泡。就讀豐南國中時，舉家搬至豐原，即使面對升學壓力，她還得協助家中早餐店，幫家中店裡炸完油條才能上學。

## 創作經歷
從國小到國中，張芳慈總在作文、語文項目拿下優異成績，她從小預想以書寫為職志，另外因為父親同事的繪畫指導下，走上習畫之途。1981年考上國立新竹教育大學美術科，繪畫技巧或並不特出，苦悶抑鬱的年紀，常有莫名的哀感，於是寄託於文學創作。她熟讀鄭愁予等人的詩集作品，也因欽羨教授油畫的席慕蓉，能畫能詩，對於同樣熱衷寫詩的自己，也就認真地積累著書寫，但總有不被瞭解的痛苦，不知創作何以為繼，所幸求學期間，李鄒龍、莊雅洲、范文芳老師，讓她有繼續創作的動力。莊雅洲教授四書五經，也引領她接觸現代文學；范文芳老師，開闊她對事物的視野，讓其充分的展現自我，張芳慈回憶，當時常擅自更改作文的題目，老師們也十分的包容她。
師專四、五年級時，張芳慈在繪畫遇到創作瓶頸，轉而全力從事寫作，希望藉此完成自我實現。在學校文藝獎中，得到散文、現代詩、童詩方面的創作榮譽。然而寫詩的動能，除了大量閱讀現代詩人作品，也有來自於身個人生命體驗，並且在古典詩詞與美學中尋找創作的養分與靈感。在一九八六年畢業的隔一年後，她鼓起勇氣帶著自己的詩稿，去見台中文英館見陳千武，陳千武便推薦她去笠詩社，進而認識一群台灣詩壇前輩，在接觸到許多作家的詩觀與作品，更加激發她創作與思考的層面，激揚歷史意旨，也養成更多層次的個人書寫，關照過去，這土地與人們。
尋找自己定位的第一本詩集，《越軌》收錄她早期求學間，以及出入文壇作品，能在其中發現她深刻的觀察內省與心靈轉移，語言多含蓄、優雅，並圍繞著個人生命歷程。1999年第二本詩集《紅色漩渦》，以月經比喻女人的慾望騷動，呈現和時空交感後的思維，包含著生命的肅穆。
對於關懷台灣這塊土地，從早期書院內的書寫，到晚近嘗試客語之詩集《天光日》，或有生活環境、弱勢族群的題材，藉助著社會、環保議題的抒發，飽含她對這島強烈的觀照。2001年，她毅然投入母語詩創作；2005年，將其自1984年以降發表的客語詩作集結成冊，出版《天光日》一書。2002年其客語詩作品由「寮下人劇團」，發表出演「在地的花蕾」。二○○三年客語詩作也於「光環舞集」作品「平板」中，融入現代舞蹈元素，2007年則是與「歡喜扮戲團」合作，以跨領域的影音形式演出。二○○八年成立個人部落格「石沒」，開啟其網路發表的嶄新場域。
在遭遇九二一地震後，她積極關懷家鄉的事。創作客語詩，是在第二本詩集《紅色漩渦》發表後，透過教科書文教機構之邀，加入教材的的選編工作，驚覺對故土的認知十分的缺乏，當八○年代末期客家還我客家話運動時，便開始醞釀客語書寫的可能，也希望透過閱讀理解客家，理解腔調上的殊異，來完成客語詩集。以少見的東勢腔顯現認同。

## 詩作評論
張芳慈曾在華語詩集《紅色漩渦──張芳慈詩集》寫出自己對詩的看法： 「現代詩的內容無論是抒情也好，批判敘事也好，詩的現實基調是必須的，儘管意象的掌握；技巧的運用，隨著各人的表現而風格不同，但是詩的本質不是虛無朦朧，而是發自心靈深處的吶喊。」她認為詩的基調仍須有現實的鷹架去支撐。因此張芳慈詩歌的定位是女性意識的書寫和現實的寫真，以自身為基礎。 
初期鄭炯明、莊金國、黃樹根等人對張芳慈的詩評論使用了婉約、溫柔、知性美、平實含蓄……等形容詞，而對張芳慈第一本華語詩集《越軌》的評論中則是認為張詩宿命、不安，似乎是她作品的中心主題；評論是「婉約感性的書寫文字，實際承接了華文語系傳統的抒情脈絡……。」
陳千武則出了另外一種看法：「……她本身具有少女純情的思維，而能相當知性客觀的深入思考，才不墮入 Sentimental（感傷的、情緒化）的泥沼裡迷失自己。……抒情中帶清潔的知性批判的意象表現，我認為是張芳慈的詩令人喜愛的獨特風格。」他認為張詩雖帶有女孩的思維、詩風抒情，但是卻不會陷入過分的感傷，認為可成張芳慈詩歌之風格。

## 詩集
《越軌》，笠詩刊社，1993年6月，華語詩集
《紅色漩渦》，女書店出版，1999年9月
《天光日》，台北縣文化局出版，2004年12月，客語詩與華語詩對照

## 獲得獎項
1991年	«花市»    吳濁流文學獎	佳作
1992年	«輪迴»   吳濁流文學獎	佳作
1999年	«蜘蛛的微笑»    竹塹文學獎    貳獎
1999年	«詩»    吳濁流文學獎
2000年	«紅色漩渦»    陳秀喜詩獎
2009年	教育部推展本土語言個人貢獻獎	
2012年	榮後台灣詩人獎   （第一位以客語詩人身份獲得）

## 作家年表
- 1964──出生於臺中縣東勢鎮。
- 1974──自新竹師專畢業。
- 1982──開始發表散文、童詩。
- 1983──發表短篇小說獲竹師青年文藝創作獎首獎
- 1984──發表散文、現代詩分獲竹師青年文藝創作獎首獎。
- 1986──加入笠詩社。
- 1987──首次詩畫個展於臺中市立文化中心文英館。
- 1991──獲吳濁流文學獎新詩獎佳作。
- 1992──再獲吳濁流文學獎新詩獎佳作。
- 1993──詩集《越軌》由臺灣詩庫出版社出版。
- 1994──作品＜邊緣人＞入選《前衛文學選》。
- 1995──作品〈悼畫家之死〉入選《前衛文學選》。
- 1997──＜答案＞入選《年度詩選》由現代詩社印行。＜苦瓜＞、＜規＞入選《可愛小詩選》由爾雅出版社出版。＜虱目魚和玫瑰＞入選《卡片情詩選》由河童出版。
- 1998──作品＜聲音＞入選【Taiwan Literature English Translation Series】。杜潘芳格為社長，與李元貞、陳玉玲、江文瑜等多位國內女性詩人合創「女鯨詩社」，合編《女鯨詩叢》。
- 1999──作品＜母親的信＞入選雲林縣古坑國中語文補充教材。作品＜蜘蛛的微笑＞獲竹塹文學獎散文類第二名（第一名從缺）。作品＜城市重現＞獲臺中風華評審獎。作品＜詩＞獲吳濁流文學獎新詩獎。詩集《紅色漩渦》由女書文化出版社出版。第二次詩畫個展於臺北市客家文藝中心，所得全數捐贈援助921災區。拍攝大愛電視李喬主持的「文學過家--秋詩篇篇」個人專輯。
- 2000──作品＜現場＞、＜愛的輪廓＞等四首參展921地震心慟．記憶特展。作品＜瘀＞入選《年度詩選》由爾雅出版社出版。獲陳秀喜詩獎。客語詩集寫作計劃《誰來唱山歌》獲國家藝文基金會創作補助。
- 2001──完成客語詩集《天光日》（原《誰來唱山歌》）。
- 2002──發表論文《客家童謠的美感》。客語詩數首由徐登志等東勢婦女組成的『寮下人劇團』，在臺中鐵道20號倉庫發表演出《在地的花蕾》。
- 2003──作品＜誰來唱山歌＞、＜粢粑＞在楊宛蓉、劉紹爐共同創辦的『光環舞集』作品《平板》中，融入舞蹈的元素，以跨越領域的形式演出。應邀參加228紀念美展。
- 2004──拍攝客家電視臺「臺灣客家文學之美」個人客語詩專輯。客語詩集《天光日》由臺北縣政府文化局出版。主持「臺灣客家細妹寫歷史」計畫案，並舉辦「臺灣客家細妹主體論述研討會」。
- 2005──與賴玉枝、張典婉等多位客家女性成立臺灣客家女性創作聯誼會。[7][8][9]

## 外部連結
客家電視台－利玉芳.張芳慈詩作 看見女性韌性 （页面存档备份，存于）
當代客家文學史料系統－張芳慈手稿 （页面存档备份，存于）
7/26(日)詩人女史HERSTORY 第ㄧ場 講師：張芳慈〈我與這世界的摩擦〉 （页面存档备份，存于）
新客家人群像－張芳慈 詩情畫意客家心 （页面存档备份，存于）